# Diocèse de l'Ariège
Cet article court présente un sujet plus développé dans : Diocèse de Pamiers, Ancien diocèse de Couserans et Ancien diocèse de Mirepoix.
Le diocèse de l'Ariège ou, en forme longue, le diocèse du département de l'Ariège est un ancien diocèse de l'Église constitutionnelle en France.
Créé par la constitution civile du clergé de 1790, il est supprimé à la suite du concordat de 1801. Il couvrait le département de l'Ariège. Le siège épiscopal était Pamiers.